# Lotta libera ai Giochi della XI Olimpiade - Pesi massimi
La competizione della categoria pesi massimi (oltre 87 kg) di lotta libera dei Giochi della XI Olimpiade si è svolta dal 3 al 4 agosto al  Deutschlandhalle in Berlino.

## Formato
Ad ogni incontro venivano assegnate le seguenti penalità:
- 0 = Al vincitore per schienata
- 1 = Al vincitore per decisione
- 2 = Allo sconfitto per decisione (1 giudici contro 2)
- 3 = Allo sconfitto per decisione (0 giudici contro 3)
- 3 = Allo sconfitto per schienata

Con cinque penalità o più il lottatore veniva eliminato.

## Risultati
| Legenda                                  | Legenda |
| ---------------------------------------- | ------- |
| Lottatore con 5 penalità o più Eliminato |         |

### 1 Turno
Si è disputato il 3 agosto.
| Vincitore         | Pen. | Risultato | Sconfitto     | Pen. |
| ----------------- | ---- | --------- | ------------- | ---- |
| Kristjan Palusalu | 0    | Schienata | Josef Klapuch | 3    |
| Mehmet Çoban      | 1    | 3:0       | Léon Charlier | 3    |
| Willy Bürki       | 1    | 2:1       | Georg Gehring | 2    |
| Nils Åkerlindh    | 0    | Schienata | Roy Dunn      | 3    |
| Hjalmar Nyström   | 0    | Schienata | George Chiga  | 3    |
| Robert Herland    | 0    | Esentato  |               |      |

### 2 Turno
Si è disputato il 4 agosto.
| Vincitore         | Pen. | Risultato | Sconfitto       | Pen. |
| ----------------- | ---- | --------- | --------------- | ---- |
| Kristjan Palusalu | 0    | Schienata | Robert Herland  | 3    |
| Josef Klapuch     | 3    | Schienata | Léon Charlier   | 6    |
| Georg Gehring     | 2    | Schienata | Mehmet Çoban    | 4    |
| Willy Bürki       | 1    | Schienata | Roy Dunn        | 6    |
| Nils Åkerlindh    | 1    | 2:1       | Hjalmar Nyström | 2    |
| George Chiga      | 3    | Esentato  |                 |      |

### 3 Turno
Si è disputato il 4 agosto.
| Vincitore         | Pen. | Risultato | Sconfitto     | Pen. |
| ----------------- | ---- | --------- | ------------- | ---- |
| Robert Herland    | 3    | Schienata | George Chiga  | 6    |
| Kristjan Palusalu | 0    | 3:0       | Mehmet Çoban  | 7    |
| Josef Klapuch     | 3    | 3:0       | Georg Gehring | 5    |
| Nils Åkerlindh    | 1    | Schienata | Willy Bürki   | 4    |
| Hjalmar Nyström   | 2    | Esentato  |               |      |

### 4 Turno
Si è disputato il 4 agosto.
| Vincitore         | Pen. | Risultato | Sconfitto      | Pen. |
| ----------------- | ---- | --------- | -------------- | ---- |
| Hjalmar Nyström   | 2    | Schienata | Robert Herland | 6    |
| Kristjan Palusalu | 0    | Schienata | Willy Bürki    | 7    |
| Josef Klapuch     | 3    | Schienata | Nils Åkerlindh | 6    |

### 5 Turno
Si è disputato il 4 agosto.
| Vincitore         | Pen. | Risultato | Sconfitto       | Pen. |
| ----------------- | ---- | --------- | --------------- | ---- |
| Kristjan Palusalu | 0    | 3:0       | Hjalmar Nyström | 5    |
| Josef Klapuch     | 3    | Esentato  |                 |      |

## Classifica finale
| Pos.    | Atleta            | Nazione        |
| ------- | ----------------- | -------------- |
| Oro     | Kristjan Palusalu | Estonia        |
| Argento | Josef Klapuch     | Cecoslovacchia |
| Bronzo  | Hjalmar Nyström   | Finlandia      |
| 4       | Nils Åkerlindh    | Svezia         |
| 5       | Robert Herland    | Francia        |
| 6       | Willy Bürki       | Svizzera       |
| 7       | Georg Gehring     | Germania       |
| 8       | George Chiga      | Canada         |
| 9       | Mehmet Çoban      | Turchia        |
| 10      | Léon Charlier     | Belgio         |
| 10      | Roy Dunn          | Stati Uniti    |